# زلیگ هریس
زلیگ هریس (به انگلیسی: Zellig Harris) (متولد ۲۳ اکتبر ۱۹۰۹ – درگذشته ۲۲ مه ۱۹۹۲) زبانشناس آمریکایی و متخصص ریاضی بود. او به همراه کنت لی پایک و چارلز هاکت از برجسته‌ترین زبانشناسان آمریکایی بودند که روش ساخت‌گرایی را در توصیف زبان گسترش دادند. این زبانشناسان پیرو روش بلومفید همچنان کوشیدند تا حد ممکن بدون استفاده از معنی اصول تجزیه و تحلیل واجی و نحوی را تدوین کنند.

کوشش‌ها و بررس‌های زلیگ هریس به زبان‌شناسی ساخت‌گرا گسترش و دقت بیشتری بخشید، به طوری که کتاب او با نام «زبانشناسی ساختاری»(۱۹۵۱) اوج زبان‌شناسی ساخت‌گرا را نشان می‌دهد. او اصول و روش‌های دقیقی را ارئه نمود که به کار بستن آن‌ها، واجها و تکواژها و چگونگی رابطهٔ آنها با یکدیگر را می‌توان مشخص کرد. هریس بر پایهٔ بررسی چگونگی توزیع عناصر زبان، یعنی جایگاهی که یک واج یا تکواژ در آن به کار می رور و نیز از راه مقایسه و تشخیص بخش‌های مشابه و جایگزین سازی، روش تشخیص و تعیین واجها و تکواژها و نیز دسته‌بندی آنها را به دست داد.

او توصیف مجموعه ای از نمونه‌های گفتاری یعنی پیکرهٔ زبانی را موضوع توصیف زبان‌شناسی می‌انگاشت که از راه تجزیه و تحلیل آن بر پایه ویژگی‌های صوری که در بالا از آنها یاد شد، عناصر زبان و رابطهٔ آنها با یکدیگر مشخص می‌شود. بر پایهٔ روش یاد شده، هریس روال‌هایی را به دست داد که با به کار بستن آنها دو سطح متمایز زبان یعنی واجها و تکواژها و نیز روابط آنها با یکدیگر و نظم‌های موجود در دو سطح یاد شده را می‌توان تعیین نمود.

به عقیده او توصیف ساختاری هر زبان بررسی و توصیف پیکرهٔ زبانی ویژه ای است که مجموعه ای از نمونه‌های گفتاری را شامل است. با این حال، هریس در بررسی و توصیف زبان، آزمودن نمونه‌های گفتاری را با سخنگوی بومی (به انگلیسی: informant) به منظور تشخیص پذیرفته بودن آنها ضروری می‌دانست.

هریس در کتاب خود به ویژه تکواژها را به‌طور گسترده و دقیق بررسی و دسته‌بندی کرده‌است. او بر پایهٔ روش‌های صوری، تجزیه و توصیف ساخت واژه را به تکواژهای سازنده آن مشخص نموده‌است. هریس هم چنین توصیف ساختاری جمله را بر پایهٔ ترتیب و توالی تکواژها در آن و نیز نوع تکواژ در هر جایگاه ارائه کرد.
چامسکی بعداً در کتاب «ساخت‌های نحوی، ۱۹۵۷» از روش هریس برای توصیف دستوری زبان به عنوان «روال‌های کشف» (به انگلیسی: discovery procedures)یاد کرد و آن را مورد انتقاد قرار داد.

## آثار
- دستور زبان فینیقی (به انگلیسی: A Grammar of the Phoenician Language)
- از تکواژ تا گفتار (به انگلیسی: From Morpheme to Utterance)
- روش‌هایی در زبانشناسی ساختاری (به انگلیسی: Methods in Structural Linguistics)
- ساختارهای ریاضی در زبان (به انگلیسی: Mathematical Structures of Language)
- مقاله‌هایی در زبانشناسی ساختاری و گشتاری (به انگلیسی: Papers in Structural and Transformational Linguistics)
- مقاله‌هایی در نحو (به انگلیسی: Papers on Syntax)
- دستور زبان انگلیسی بر پایه اصول ریاضی (به انگلیسی: A Grammar of English on Mathematical Principles)
- زبان و اطلاعات (به انگلیسی: Language and Information)
- نظریه زبان و اطلاعات، رویکرد ریاضی (به انگلیسی: A Theory of Language and Information: A Mathematical Approach)